# Guillaume August
Pour les articles homonymes, voir August.
Pas d'image ? Cliquez ici

a Compétitions nationales et continentales officielles uniquement.

Guillaume August, né le 4 janvier 1980 à Mont-de-Marsan, est un joueur français de rugby à XV qui évolue au poste de deuxième ligne. Il se reconvertit ensuite en tant qu'entraîneur.
Il est le frère de Benoît et Olivier, également joueurs de rugby à XV au niveau professionnel. Leur père est Éric August, ayant notamment entraîné, puis présidé l'US Dax pendant deux saisons à la fin des années 1990.

## Biographie
Guillaume August commence à pratiquer le football comme gardien de but à la JA Dax[réf. nécessaire], avant de se diriger vers le rugby à XV, sous les incitations de son frère Benoît.
Après des débuts en Pro D2 avec l'US Dax, il accède au Top 14.
Blessé au genou en 2008 et en fin de contrat, il n'est pas prolongé et rejoint l'US Tyrosse voisine en Fédérale 1.
En 2012, il reste en division amateur mais signe un contrat professionnel pour le compte du Lille MR. En 2015, Guillaume et le club nordique acquièrent sportivement l'accession à la Pro D2 ; cette dernière sera refusée pour des raisons financières par la DNACG.
Restant au club pour la saison 2015-2016 jusqu'au dépôt de bilan, il s'engage avec le RC Strasbourg, toujours en Fédérale 1. Il prend sa retraite de joueur à l'issue de la saison 2017-2018.
Après la disparition du RC Strasbourg, son dernier club, August s'investit auprès du club de rugby strasbourgeois tout juste créé, le Strasbourg Alsace rugby, en tant qu'entraîneur de l'équipe première. Il fait son retour dans le Sud-Ouest en 2022, auprès du FC Oloron.

## Palmarès
- Champion de Pro D2 en 2006-2007 avec l'US Dax.
- Vainqueur de la coupe de la fédération 2010 avec la sélection Côte basque Landes.[réf. nécessaire]